# Орлівщинська сільська рада
Орлі́вщинська сільська́ ра́да — адміністративно-територіальна одиниця та орган місцевого самоврядування в Новомосковському районі Дніпропетровської області. Адміністративний центр — село Орлівщина.

## Загальні відомості
- Населення ради: 4 730 осіб (станом на 2001 рік)

## Населені пункти
Сільській раді підпорядковані населені пункти:
- с. Орлівщина

## Склад ради
Рада складається з 30 депутатів та голови.
- Голова ради: Гаценко Віктор Васильович
- Секретар ради: Назаренко Марія Василівна

### Керівний склад попередніх скликань
| Прізвище, ім'я, по батькові | Основні відомості                                                 | Дата обрання | Дата звільнення |
| --------------------------- | ----------------------------------------------------------------- | ------------ | --------------- |
| Білий Василь Спиридонович   | Сільський голова, 1937 року народження, освіта вища, безпартійний | 26.03.2006   | 31.10.2010      |
| Гаценко Віктор Васильович   | Сільський голова, 1965 року народження, освіта вища, безпартійний | 31.10.2010   |                 |

Примітка: таблиця складена за даними сайту Верховної Ради України

### Депутати
За результатами місцевих виборів 2010 року депутатами ради стали:

#### За суб'єктами висування
| Суб'єкт висування                                   | Кількість обраних депутатів | %    |
| --------------------------------------------------- | --------------------------- | ---- |
| Партія регіонів                                     | 14                          | 46,7 |
| Самовисування                                       | 11                          | 36,7 |
| Політична партія Всеукраїнське об'єднання «Громада» | 3                           | 10   |
| Комуністична партія України                         | 1                           | 3,3  |
| Політична партія «Сильна Україна»                   | 1                           | 3,3  |

#### За округами
| № округу                                            | Прізвище, ім'я, по батькові      | Дата визнання обраним | Освіта             | Партійна приналежність                                      | Відомості про обраного депутата                                                       |
| --------------------------------------------------- | -------------------------------- | --------------------- | ------------------ | ----------------------------------------------------------- | ------------------------------------------------------------------------------------- |
| Комуністична партія України                         |                                  |                       |                    |                                                             |                                                                                       |
| 1                                                   | Гончар Ганна Артемівна           | 04.11.2010            | середня            | член Комуністичної партії України                           | пенсіонер                                                                             |
| Партія регіонів                                     |                                  |                       |                    |                                                             |                                                                                       |
| 2                                                   | Стовбирь Антоніна Петрівна       | 04.11.2010            | середня            | член Партії регіонів                                        | тимчасово не працює                                                                   |
| 3                                                   | Резніченко Олег Володимирович    | 04.11.2010            | вища               | член Партії регіонів                                        | Орлівщинська загальноосвітня школа, завідувач навчальної частини                      |
| 7                                                   | Клименко Людмила Віталіївна      | 04.11.2010            | вища               | член Партії регіонів                                        | Орлівщинська амбулаторія, головний лікар                                              |
| 8                                                   | Морковкіна Олена Михайлівна      | 04.11.2010            | середня спеціальна | член Партії регіонів                                        | агрофірма «Агрокомплекс», комірник                                                    |
| 9                                                   | Рудак Олександр Євгенійович      | 04.11.2010            | середня спеціальна | член Партії регіонів                                        | «Облавтодор», інженер ТБ                                                              |
| 16                                                  | Мельникова Антоніна Іванівна     | 04.11.2010            | вища               | член Партії регіонів                                        | Новомосковськарайонна рада, начальник відділу кадрів                                  |
| 19                                                  | Бондаренко Тамара Петрівна       | 04.11.2010            | вища               | член Партії регіонів                                        | Орлівщинська загальноосвітня школа, директор                                          |
| 20                                                  | Кривенко Володимир Васильович    | 04.11.2010            | середня спеціальна | член Партії регіонів                                        | Новомосковські районні електромережі, водій                                           |
| 21                                                  | Синицький Андрій Васильович      | 04.11.2010            | середня спеціальна | член Партії регіонів                                        | приватний підприємець, водій                                                          |
| 22                                                  | Кобзар Сергій Михайлович         | 04.11.2010            | вища               | член Партії регіонів                                        | Новомосковські районні електромережі, головний інженер                                |
| 23                                                  | Нетеса Альона Василівна          | 04.11.2010            | вища               | член Партії регіонів                                        | Орлівщинська загальноосвітня школа, вчитель                                           |
| 25                                                  | Назаренко Марія Василівна        | 04.11.2010            | вища               | член Партії регіонів                                        | тимчасово не працює                                                                   |
| 28                                                  | Качан Сергій Вікторович          | 04.11.2010            | вища               | член Партії регіонів                                        | приватне підприємство «Фрегат», директор                                              |
| 29                                                  | Носенко Сергій Павлович          | 04.11.2010            | середня            | член Партії регіонів                                        | приватний підприємець, водій                                                          |
| Політична партія Всеукраїнське об'єднання «Громада» |                                  |                       |                    |                                                             |                                                                                       |
| 11                                                  | Тупало Тетяна Захарівна          | 04.11.2010            | вища               | член Політичної партії Всеукраїнського об'єднання «Громада» | Орлівщинська загальноосвітня школа, вчитель                                           |
| 14                                                  | Лужний Юрій Іванович             | 04.11.2010            | вища               | член Політичної партії Всеукраїнського об'єднання «Громада» | приватний підприємець                                                                 |
| 15                                                  | Качур Наталія Василівна          | 04.11.2010            | середня спеціальна | член Політичної партії Всеукраїнського об'єднання «Громада» | тимчасово не працює                                                                   |
| Політична партія «Сильна Україна»                   |                                  |                       |                    |                                                             |                                                                                       |
| 4                                                   | Щербина Людмила Валентинівна     | 04.11.2010            | середня            | член Політичної партії «Сильна Україна»                     | тимчасово не працює                                                                   |
| Самовисування                                       |                                  |                       |                    |                                                             |                                                                                       |
| 5                                                   | Чумак Павло Семенович            | 04.11.2010            | середня            | член Політичної партії «Сильна Україна»                     | пенсіонер                                                                             |
| 6                                                   | Хоменко Людмила Василівна        | 04.11.2010            | середня            | член Політичної партії «Сильна Україна»                     | тимчасово не працює                                                                   |
| 10                                                  | Шульгін Євгеній Олександрович    | 04.11.2010            | середня            | член Політичної партії «Сильна Україна»                     | база відпочинку «Чайка», охоронець                                                    |
| 12                                                  | Разя Олег Юрійович               | 04.11.2010            | середня            | позапартійний                                               | приватний підприємець                                                                 |
| 13                                                  | Павлухіна Алла Анатоліївна       | 04.11.2010            | вища               | позапартійна                                                | Орлівщинський дитячий садок, вихователь                                               |
| 17                                                  | Волинець Галина Федорівна        | 04.11.2010            | середня            | позапартійна                                                | Орлівщинське відділення зв'язку, листоноша                                            |
| 18                                                  | Бондарєв Олександр Володимирович | 04.11.2010            | середня            | позапартійний                                               | тимчасово не працює                                                                   |
| 24                                                  | Антонець Андрій Євстафійович     | 04.11.2010            | вища               | позапартійний                                               | Новомосковська залізнична станція, начальник пункту технічного обслуговування вагонів |
| 26                                                  | Лещенко Світлана Вікторівна      | 04.11.2010            | середня            | член Політичної партії «Сильна Україна»                     | притулок для неповнолітніх, секретар                                                  |
| 27                                                  | Прокопенко Олексій Володимирович | 04.11.2010            | вища               | позапартійний                                               | приватний підприємець, юрист                                                          |
| 30                                                  | Великий Олег Іванович            | 14.11.2010            | середня            | позапартійний                                               | приватний підприємець, головний майстер                                               |